# João Mineiro & Marciano - Volume 12
João Mineiro & Marciano - Volume 12 (também conhecido como João Mineiro & Marciano 1988) é o décimo segundo álbum de estúdio da dupla brasileira de música sertaneja João Mineiro & Marciano. Foi lançado em 1988 pelo selo Copacabana. Foram lançados quatro singles, com destaque para "Ainda Ontem Chorei de Saudade", que levou a dupla ao topo das paradas de sucesso.

## Repercussão do álbum
Foi com este álbum que João Mineiro e Marciano finalmente chegaram ao topo, tendo como carro-chefe mais uma música de Moacyr Franco, "Ainda Ontem Chorei de Saudade", que tornou-se um clássico da música sertaneja.
Produzido mais uma vez sob a batuta de José Homero Béttio e os arranjos do maestro Evencio Raña Martinez, o álbum também inclui "Aline", versão escrita por Nazareno de Brito para a célebre música do cantor francês Christophe.

## Faixas
| N.º | Título                                          | Compositor(es)                                                      | Duração |  |
| 1.  | "Não Se Bate Em Quem Se Ama"                    | Darci Rossi / Marciano                                              | 3:35    |  |
| 2.  | "Te Amo, Mas Adeus"                             | Moacyr Franco                                                       | 3:12    |  |
| 3.  | "Um Dia Só"                                     | Darci Rossi / Marciano / Evencio Raña Martinez                      | 3:36    |  |
| 4.  | "O Cantor e o Peão"                             | César Augusto / Romildo Pereira                                     | 3:33    |  |
| 5.  | "Aline"                                         | Christophe (versão: Nazareno de Brito)                              | 3:03    |  |
| 6.  | "Beija-Flor"                                    | Darci Rossi / Marciano                                              | 2:44    |  |
| 7.  | "Ainda Ontem Chorei de Saudade"                 | Moacyr Franco                                                       | 3:09    |  |
| 8.  | "Medos e Beijos"                                | Darci Rossi / Marciano                                              | 4:03    |  |
| 9.  | "Momentos Especiais"                            | Darci Rossi / Marciano                                              | 2:32    |  |
| 10. | "Valeu a Pena"                                  | Darci Rossi / Marciano                                              | 3:21    |  |
| 11. | "Ex-Mulher"                                     | Darci Rossi / Marciano                                              | 3:15    |  |
| 12. | "O Quanto Eu Te Quero (Lo Mucho Qué Te Quiero)" | René Herrera / Susana Ibarra / Raúl Ornelas (versão: Rossini Pinto) | 3:05    |  |